# Маастрихтский договор
Маастри́хтский догово́р (англ. Maastricht Treaty; официально «Договор о Европейском союзе», Treaty on European Union) был подписан 7 февраля 1992 года в городе Маастрихт, Нидерланды, странами Европейских сообществ (Бельгией, Великобританией, Грецией, Данией, Ирландией, Испанией, Италией, Люксембургом, Нидерландами, Португалией, Францией и ФРГ). Маастрихтский договор де-юре положил начало возникновению Европейского союза. Также завершил процесс урегулирования денежной и политической систем европейских стран. Договор вступил в силу 1 ноября 1993 года.
Согласно статье «А» договора сторонами учреждался Европейский союз. Союз создавался на базе Европейского экономического сообщества, которое по условиям договора переименовывалось в Европейское сообщество, дополненного сферами политики и формами сотрудничества в соответствии с вновь заключаемым договором.
Ответственность за денежно-кредитную политику Евросоюза возложена на Европейскую систему центральных банков (ЕСЦБ), в составе Европейского центрального банка (ЕЦБ) и национальных центральных банков (НЦБ) государств ЕС.
Ратификация договора вызвала трудности в ряде стран. Референдум во Франции поддержал договор на 51,05 %, а Дания отказалась от изначальной формулировки. В Великобритании договор был ратифицирован парламентом с минимальным перевесом правительственной группировки (выступавшей за ратификацию) над противниками договора.
Страны, подписавшие Маастрихтское соглашение, одобрили пять критериев, которым должны удовлетворять страны, вступающие в Европейский валютный союз, так называемые Маастрихтские критерии:
- Дефицит государственного бюджета не должен превышать 3 % ВВП.
- Государственный долг должен быть менее 60 % ВВП.
- Государство должно в течение двух лет участвовать в механизме валютных курсов и поддерживать курс национальной валюты в заданном диапазоне.
- Уровень инфляции не должен превышать более чем на 1,5 % среднего значения трёх стран-участниц Евросоюза с наиболее стабильными ценами.
- Долгосрочные процентные ставки по государственным облигациям не должны превышать более чем на 2 % среднее значение соответствующих ставок в странах с самой низкой инфляцией.